# Diaková
Diaková es un municipio del distrito de Martin en la región de Žilina, Eslovaquia, con una población estimada a final del año 2024 de 595 habitantes.
Se encuentra ubicado al oeste de la región, cerca del curso alto del río Váh (cuenca hidrográfica del Danubio) y del parque nacional de Veľká Fatra.

## Geografía
| Coordenadas geográficas de Diaková | Latitud: 49.05, Longitud: 18.967 49° 3′ 0″ Norte, 18° 58′ 1″ Este |
| Superficie de Diaková              | 242 hectáreas 2,42 km²                                            |
| Altitud de Diaková                 | 436 m                                                             |
| Clima de Diaková                   | Continental húmedo (Clasificación climática de Köppen: Dfb)       |

## Historia
El área donde hoy se encuentra Diaková fue uno de los terrenos del castillo del castillo Skalbinský en los tiempos más antiguos. En la primera mitad del siglo XIII, Sklabiňa fue uno de los pueblos más grandes y más poblados de los turcos. Ya para la invasión de los tártaros en 1241-1242, la superpoblación relativa de los sujetos de Sklabine se separó de su comunidad matriz y comenzó a trabajar en los campos en el borde occidental de su área, donde se construyeron los corrales. Desde este antiguo pueblo hijito de Sklabine, el rey Belo donó IV. en 1242 parte de su propiedad Dražek y Mikulov. Era la Dražkovce de hoy. El resto del asentamiento seguía siendo parte del área y propiedad de Sklabine. Esta parte más tarde desarrolló el pueblo independiente de Diak. Sin embargo, Diak es un "heredero", t. j. un seguidor directo del nombre de un pueblo desconocido antes del siglo XIII, lo que significa que es, de hecho, más viejo que Dražkovec.
La primera referencia escrita a Diakova es el documento que se encuentra al Ľudovít I. Convención de Turčianskemu. Se conservó solo en la representación de Segismundo de 1430, hoy se guarda en Budapest y menciona la disputa sobre el área fronteriza en 1348. Diaková fue nombrada en honor a su primer propietario, quien fue educador - vestido notario Donza - escritor Pavol de Zorkovce. Para el término latino alfabetizado en húngaro, se usó la palabra "diák", que en la Edad Media solía referirse a un hombre que conocía las Escrituras. Pablo de Zorkoviec se apoderó de Diak sin ley, durante el reinado de Donza, que era un notario. Pero el pueblo después de la partida de Donja de Turc Pavol perdió. Ni él ni sus descendientes, conscientes de que se habían apoderado de este asentamiento por la fuerza, habían reclamado su propiedad, y Diak se había convertido en un accesorio del castillo de Sklabin. Como Diak era solo una pequeña aldea de siervos, no podía liberarse de la dependencia del mencionado castillo, y después de la Batalla de Mohacs en 1526, se unió a él con los Révai. Bajo su gobierno hereditario, en los turcos desde mediados del siglo XVI, la situación de la gente de la gente se ha deteriorado. En 1570, la familia Révai tenía 5 unidades de impuestos en Diak, solo cuatro puertos en 1610. En ese momento, Diaková también tenía sus propios magistrados, la familia Hrabovsky.
En 1715 y 1720, ocho familias de siervos vivían en la aldea, entre ellas: Ján Murček, Miloš Tupý, Ján Ivaška, Juraj Tupý, Juraj Kohút, Juraj Ivaška, Juraj Ivančan, Ondrej Dianovský y más tarde Ondrej Sokol. En 1785 Diaková tenía 23 casas y 123 habitantes. Los sujetos usaban una cuarta parte de la tierra, por lo que 70 días de trabajo masculino y 20 días en carruajes debían realizarse para el propietario. Trabajar en la casa era difícil y agotador. Sus días estaban marcados por los sujetos en las plazas con cruces que se llamaban los brazos. Además, tenían que pagar un impuesto al sacerdote católico en Santa Elena, aunque la mayoría de ellos eran evangelistas.
La situación en el siglo XIX fue difícil para nuestra gente, especialmente cuando los pueblos eslovacos se convirtieron en húngaros. Cuando el levantamiento contra los señores húngaros estalló en 1848, asistieron dos ciudadanos de Diak: Dianovský y Kohút. Una gran plaga para el pueblo fue la plaga que se desató en 1875. Las personas que sufrían el dolor gritaban mucho, 25 personas murieron en ella. El pueblo también fue afectado con más frecuencia por los incendios durante este período.
El comienzo del siglo XX estuvo marcado por la Primera Guerra Mundial. V nej padli 20 años Pavol Ivaška, Jozef Kohút, 25 años Ondrej Dianovský, 34. años Pavol Dianovský. La guerra inválida fue Jozef Murček. La situación económica de los ciudadanos era difícil. La gente tropezó con el grano para guardar algo, al menos, para sembrar. El trabajo en el extranjero ha sido un lugar común. Juraj y Jozef Dianovskí, Jozef Ivaška, Ján y Ondrej Jašek, Juraj y Pavol Kohút, Jozef, Anna y Zuzana Majtáčovci Ján y Zuzana Mitíčovci, Juraj Murček, Ján Sokol y Ján Sokol. Sólo cinco regresaron. Otros Diakovacs se ganaban la vida como petroleros o comerciantes a domicilio. Se fueron a trabajar a Ucrania o Rusia. Fueron Ján Jašek, Ondrej Ivaška, Gustáv Mitíč y Jozef Ivaška, quien fue asesinado más tarde.
Después del establecimiento de Checoslovaquia, las condiciones de vida de nuestros ciudadanos solo mejoraron lentamente. Casi todos los habitantes del pueblo trabajaban en la tierra. Productos vendidos en el mercado en Martin. Los ciudadanos que obtuvieron menos rendimientos de la tierra no pudieron vivir de ellos y, por lo tanto, fueron a trabajar en las fábricas de Martin. Acaban de convertirse en portadores de ideas progresistas. La vida federal se concentró en el Cuerpo de Bomberos Voluntarios, que se estableció en Diakova en 1882 y se restauró en 1923. El gran evento fue la exhibición de una caseta de vigilancia en 1929 por valor de 18,000 Kcs. En 1936 el pueblo estaba conectado a la red eléctrica.
Después del estallido de la Segunda Guerra Mundial, luchó contra Jozef, Ondrej y Miloš Sokol, más tarde Ladislav Jesenský y Jozef Majtáč. Además de los deberes de ayudar al ejército rebelde, los habitantes de Doha vivían y cosechaban. Durante la trilla del grano en Pavel Sýkora en septiembre de 1944, los alemanes atacantes confundieron el rastro de polvo de la trilla y comenzaron el fuego de mortero en la aldea. La niña de 6 años Anna Vanková resultó herida. Los alemanes tomaron tres caballos de los Diaks antes de retirarse de Diak.

## Demografía
| Año        | 1994 | 2004    | 2014     | 2024     |
| ---------- | ---- | ------- | -------- | -------- |
| Población  | 222  | 243     | 349      | 595      |
| Diferencia |      | +9,45 % | +43,62 % | +70,48 % |

| Año        | 2023 | 2024    |
| ---------- | ---- | ------- |
| Población  | 576  | 595     |
| Diferencia |      | +3,29 % |